# Coming Home (Roméo)
Coming home (voluit: I'm Coming home) is een single van de Rotterdamse soulgroep Roméo uit 1998. Het nummer werd Alarmschijf en kwam de Nederlandse top 40 binnen met superstip op plaats 15 op 28 maart 1998. Op 11 april bereikte het nummer de 2e plaats, waar het achtereenvolgens de volgende drie weken bleef staan. Het werd de grootste hit van de formatie en werd beladen met prijzen zoals TMF Awards. Bij de Radio Noordzee top 20 bleef de plaat zelfs acht weken lang op nummer 1 staan.
De single was afkomstig van het debuutalbum getiteld Roméo. Het nummer behoorde tot de 20 best verkochte singles van het jaar 1998 in Nederland met een oplage van 50.000 exemplaren.
In augustus 2022 gebruikte het Nederlandse ESPN het nummer om het eredivisie seizoen 2022/23 te promoten op hun kanaal. In de promotie clip ontvangen voetballers, presentatoren, analisten en fans elkaar op Schiphol met een knuffel of groet.

## Videoclip
De videoclip werd opgenomen in een landhuis, waar de vier jongens de terugkomst bezingen naar hun geliefde. De zangpartijen spelen zich af op de trap, waarna bij het refrein de gehele groep in de hal wordt getoond.

## Hitnotering Coming Home
| "Coming Home" in de Nederlandse Top 40 - binnen: 28 maart 1998 | "Coming Home" in de Nederlandse Top 40 - binnen: 28 maart 1998 | "Coming Home" in de Nederlandse Top 40 - binnen: 28 maart 1998 | "Coming Home" in de Nederlandse Top 40 - binnen: 28 maart 1998 | "Coming Home" in de Nederlandse Top 40 - binnen: 28 maart 1998 | "Coming Home" in de Nederlandse Top 40 - binnen: 28 maart 1998 | "Coming Home" in de Nederlandse Top 40 - binnen: 28 maart 1998 | "Coming Home" in de Nederlandse Top 40 - binnen: 28 maart 1998 | "Coming Home" in de Nederlandse Top 40 - binnen: 28 maart 1998 | "Coming Home" in de Nederlandse Top 40 - binnen: 28 maart 1998 | "Coming Home" in de Nederlandse Top 40 - binnen: 28 maart 1998 | "Coming Home" in de Nederlandse Top 40 - binnen: 28 maart 1998 | "Coming Home" in de Nederlandse Top 40 - binnen: 28 maart 1998 | "Coming Home" in de Nederlandse Top 40 - binnen: 28 maart 1998 | "Coming Home" in de Nederlandse Top 40 - binnen: 28 maart 1998 |
| Week                                                           | 01                                                             | 02                                                             | 03                                                             | 04                                                             | 05                                                             | 06                                                             | 07                                                             | 08                                                             | 09                                                             | 10                                                             | 11                                                             | 12                                                             | 13                                                             |                                                                |
| -------------------------------------------------------------- | -------------------------------------------------------------- | -------------------------------------------------------------- | -------------------------------------------------------------- | -------------------------------------------------------------- | -------------------------------------------------------------- | -------------------------------------------------------------- | -------------------------------------------------------------- | -------------------------------------------------------------- | -------------------------------------------------------------- | -------------------------------------------------------------- | -------------------------------------------------------------- | -------------------------------------------------------------- | -------------------------------------------------------------- | -------------------------------------------------------------- |
| Nummer                                                         | 15                                                             | 5                                                              | 2                                                              | 2                                                              | 2                                                              | 3                                                              | 3                                                              | 5                                                              | 8                                                              | 11                                                             | 18                                                             | 28                                                             | 36                                                             | uit                                                            |